# Радиевые девушки
Радиевые девушки (англ. Radium Girls) — название, под которым стали известны женщины в США, подвергшиеся радиационному воздействию при раскрашивании циферблатов часов радиолюминесцентной краской. Данные инциденты произошли в начале 20-го века на трёх разных заводах, принадлежащих корпорации «US Radium»: первый был в Ориндже в штате Нью-Джерси (начался примерно в 1917 году), второй — в Оттаве в Иллинойсе (начался в начале 1920-х годов) и третий — в Уотербери в Коннектикуте (тоже в 1920-х годах).
Причиной было отсутствие элементарных средств и мер защиты, а также злонамеренная дезинформация со стороны начальства и владельцев бизнеса, которые убеждали работниц, что радий безвреден. Последствия — остеопороз ("радиевая челюсть"), самопроизвольные переломы, хроническая лучевая болезнь, остеогенная саркома, лейкозы. Из-за дезинформации работницы облизывали кисти (с целью нанести состав на циферблат более тонкой линией), занося радиоактивное вещество в организм, также наносили опасный светосостав на кожу лица и ногти, не подозревая о смертельной опасности и канцерогенности радия. 
Пять женщин из пострадавших предъявили своему работодателю иск, что в свою очередь создало прецедент в отношении права отдельных работников, которые после этого, в случае получения профессиональной травмы, смогли подавать в суд на своё начальство.

## КорпорацияUS Radium
Корпорация «US Radium» была основана в 1914 году (изначально она называлась «Radium Luminous Material»). В период с 1917 по 1926 года корпорация занималась добычей и переработкой радия из карнотитовых руд (в долине Парадокс в штате Колорадо и на шахтах в штате Юта) с целью производства светящейся краски, продававшейся под торговой маркой «Undark» (букв. «отменяющий темноту»). Являясь подрядчиком военно-промышленной отрасли, корпорация была ведущим поставщиком радиолюминесцентных часов на основе радия для армии. На её фабрике в Иллинойсе работало более ста рабочих, в основном женщин, занимавшихся окрашиванием циферблатов и стрелок часов краской на основе радия, введённых в заблуждение руководством компании относительно того, что этот материал является безопасным.

### Воздействие радиации
Корпорация US Radium имела в штате в общей сложности 70 женщин для выполнения различных задач, связанных с радием, в том числе с его переработкой, хотя сами владельцы компании и работавшие в ней учёные знали о последствиях воздействия радия на человека и тщательно избегали любого контакта с этим материалом. В качестве доказательства этого приводится факт, что химики фабрики использовали специальные свинцовые экраны, защитные маски и щипцы при обращении с радием. Более того, «US Radium» даже опубликовала статьи для медицинского сообщества, описывающие пагубные последствия воздействия радия на организм человека.
Всего в США и Канаде окраской циферблатов радиевой краской занималось примерно 4000 работников, нанятых разными компаниями. В «US Radium» эта операция выполнялась следующим образом: работницы смешивали клей, воду и порошкообразный светосостав (смесь сульфата радия с сульфидом цинка, активированным атомами меди, сульфид цинка является люминофором, в то время как соль радия — активатором радиолюминесценции), а затем с помощью кисточек из верблюжьей шерсти вручную наносили полученную светящуюся краску на детали часов. Уровень оплаты за такую работу — с учётом окраски в среднем 250 циферблатов в день — составлял примерно полтора цента за один циферблат (эквивалентно 28 центам в ценах 2014 года). Так как кончики кисточек теряли свою форму уже после нескольких мазков краской, руководство «US Radium» предлагало работницам восстанавливать форму кисточек губами или языком. Ради забавы многие работницы красили себе смертельно опасной краской, произведённой на фабрике, ногти, зубы и лицо. До сих пор неизвестно, сколько из них умерло от радиационного облучения.

### Радиационное поражение
Многие из работниц фабрики позже стали страдать от анемии, частых переломов и некроза челюсти — состояния, ныне известного как «радиевая челюсть». По некоторым предположениям, использование рентгеновских аппаратов врачами, которые обследовали работниц во время болезни, способствовало ухудшению состояния, так как давало дополнительное облучение. Как оказалось, по крайней мере один из таких осмотров на самом деле являлся уловкой — частью кампании по дезинформации общественности, которая была начата подрядчиком военно-промышленной отрасли. US Radium и другие компании, занимавшиеся производством радиолюминесцентных часов, отвергали утверждения, что заболевшие работницы пострадали от воздействия радия. В течение некоторого времени врачи, стоматологи и учёные выполняли требования компаний не предавать огласке истинную информацию, имеющуюся в их распоряжении. Под давлением компаний медики объясняли смерть работниц другими причинами; чтобы навредить репутации женщин, зачастую утверждалось, что они якобы страдали от распространённого в те времена сифилиса.

## Значение инцидента

### Судебный процесс
Этот случай злоупотребления в отношении рабочих отличался от большинства схожих случаев тем, что судебный процесс по данному делу в итоге получил широкое освещение в средствах массовой информации. Грейс Фрайер, одна из работниц фабрики, решилась подать иск в суд, но только после двух лет поисков ей удалось найти адвоката, который был готов противостоять в суде Radium Corporation. В общей сложности пять работниц фабрики — Грейс Фрайер, Эдна Хассман, Кэтрин Шауб и сёстры Квинта Макдональд и Альбина Ларис — приняли участие в иске и стали известны в публикациях СМИ под названием «радиевые девушки».
Осенью 1928 года стороны достигли соглашения, не доведя дела до полноценного разбирательства судом присяжных. Мировое соглашение предусматривало единовременную выплату каждой из «радиевых девушек» 10 000 долларов (137 000 долларов в ценах 2014 года) и установление ежегодной пенсии в 600 долларов (8200 долларов в ценах 2014 года) до конца их жизни, а также оплату за счёт компании всех правовых и медицинских расходов, связанных с полученной болезнью.

### Влияние на историю
В результате судебного процесса и его широкого освещения в СМИ был создан юридический прецедент, вызвавший принятие в США правил, регулирующих стандарты по охране труда в сфере опасного производства.
История «радиевых девушек» заняла также важное место в истории в связи с её влиянием на развитие науки — в отношении идентификации, оценки и контроля риска для здоровья со стороны ионизирующего излучения и определения правил безопасного использования оборудования, излучающего радиацию, а также в области развития движения за расширение прав трудящихся. Процесс «радиевых девушек» создал прецедент относительно права отдельного работника подать в суд иск о возмещении ущерба в связи с вредом для его здоровья, полученным по вине компании-работодателя. Принятые после инцидента стандарты промышленной безопасности были значительно улучшены в последующие десятилетия.
Иск и сопутствующая ему огласка в СМИ стали одним из факторов при принятии в США специального закона о профессиональных заболеваниях. Работников, занимавшихся окраской радием циферблатов часов, начали инструктировать, обучать мерам предосторожности и обеспечивать защитной спецодеждой; в частности, их начали информировать о том, что форму кончика кисти с краской нельзя восстанавливать губами, а также что следует избегать проглатывания или вдыхания краски. Использование радиевой краски для окраски циферблатов и стрелок часов продолжалось до конца 60-х годов XX века.
История «радиевых девушек» так или иначе упоминалась во многих книгах и фильмах, в том числе в книге «Рецидивист» Курта Воннегута.

### Влияние на науку
В 1933 году Робли Эванс провёл первые измерения выдыхания радона и содержания радия в выделениях бывшей работницы компании. Работая в Массачусетском технологическом институте, он собрал надёжные данные о содержании веществ в организме 27 бывших работниц. Полученные данные использовались в 1941 году Национальным институтом стандартов и технологий США для установления допустимого уровня пассивного излучения радия в 0,1 мкКи (3,7 кБк).
В 1968 году при Аргоннской национальной лаборатории был создан центр изучения радиобиологии человека. Основной целью центра являлись медицинские наблюдения за бывшими красильщицами радиевых фабрик, которые были ещё живы. Проект был также сосредоточен на сборе информации, а в некоторых случаях занимался сбором и изучением образцов тканей бывших красильщиц. К моменту завершения проекта в 1993 году была собрана подробная информация по 2403 случаям. Симптомы радиационного отравления не были диагностированы у тех красильщиц, доза облучения которых менее, чем в тысячу раз превосходила нормальный уровень изотопа радия-226, измеренный у людей, которые не подвергались воздействию облучения, что заложило основу для определения порога риска возникновения злокачественных опухолей при облучении радием.